# آنچارتد: اقبال دریک
آنچارتد: اقبال دریک (به انگلیسی: Uncharted: Drake's Fortune) یک بازی ویدئویی به سبک اکشن ماجراجویی، سکوبازی و اولین شماره از مجموعه بازی‌های آنچارتد است که توسط استودیوی ناتی داگ ساخته شده و به‌وسیلهٔ سونی کامپیوتر انترتینمنت به‌طور انحصاری برای کنسول پلی‌استیشن ۳ منتشر گردیده‌است. سبک بازی تلفیقی از سبک‌های تیراندازی سوم شخص، اکشن ماجراجویی و سکوبازی است. دنباله‌ای برای این بازی با عنوان آنچارتد ۲: درمیان دزدان در سال ۲۰۰۹ منتشر شد.
داستان بازی در مورد سفر نیتن دریک، از نوادگان سیاح و دزد دریایی مشهور، فرانسیس دریک است که برای پیدا کردن گنج ال‌دورادو راهی جنگل‌های آمازون و سپس جزیره ناشناخته‌ای در آمریکای جنوبی می‌شود. در این راه، دوستان قدیمی نیتن، ویکتور سالیوان و النا فیشر او را همراهی می‌کنند.

## روند بازی

ناتان دریک، در حال مبارزه تن به تن با دشمنان در اقبال دریک

روند بازی ترکیبی از سکوبازی بر فراز صخره‌ها و بناهای قدیمی و همچنین مبارزه‌های تن به تن و مسلحانه با دشمنان با دیدی سوم شخص است. همچنین در چند نقطه، بازیکن با معماهای خوب و چالش‌برانگیزی روبرو می‌شود. روندبازی خطی است و بازیکن قادر نیست که راه دلخواه‌اش را انتخاب و از آن مسیر بازی را ادامه دهد، بلکه باید راهی را که سازندگان و طراحان بازی طراحی کرده‌اند را طی کنند.
در طول بازی، بازیکن می‌تواند گنج‌هایی را که در گوشه و کنار مراحل پنهان شده‌اند پیدا کند و از بازی جایزه بگیرد. همچنین مانند بسیاری از بازی‌های اکشن، سیستم چندضرب‌ها در این بازی هم وجود دارد و بازیکن می‌تواند با فشار پشت سر هم و به ترتیب دو کلید  و  به اجرای این چندضرب‌ها بپردازد.

### شخصیت‌های قابل بازی
در طول بازی تنها شخصیت قابل بازی، ناتان دریک است. در ۹۰ درصد مواقع ناتان پیاده است، اما در مکان‌هایی از بازی باید سوار وسایل نقلیه شوید. ناتان اولین بار سوار بر یک خودروی جیپ نارنجی رنگ می‌شود و در حالی که النا رانندگی می‌کند، بازیکن باید از پشت به سمت دشمنانی که با خودروهایشان به تعقیب آن‌ها می‌پردازند، شلیک کند. علاوه بر این، در جایی دیگر از بازی به همراه النا سوار جت‌اسکی می‌شود و باید این وسیله را کنترل و به‌طور همزمان در مواقع لزوم به سوی دشمنان شلیک کند.
بازی‌کننده می‌تواند پشت دیوارها و برخی از موانع و سطوح سنگرگیری کند و در مواقع لزوم از پشت آن‌ها به سوی دشمنان تیراندازی کند. بسیاری از منتقدین به این نکته مثبت بازی اشاره چندانی نکرده‌اند، چرا که این سیستم در بازی‌های قدیمی‌تر مانند چرخ‌دنده‌های جنگ و کیل‌سوئیچ هم استفاده شده و استفاده از این سیستم در این بازی عنصر جدیدی نیست. سنگرهای محکم و قوی بازی به هیچ وجه قابلیت تخریب پذیری ندارند، اما سنگرهای ضعیف‌تر مانند جعبه‌های چوبی، پس از شلیک شدن چندین تیر با سلاح‌های سنگین، کم‌کم از بین می‌روند.
ناتان می‌تواند به‌طور همزمان حداکثر سه سلاح حمل کند که به سه دسته سلاح‌های سنگین، کمری و نارنجک تقسیم می‌شود. باتوجه به راحت‌تر بودن کشتن دشمنان با مسلسل و همچنین فراوانی مهمات این سلاح در مراحل، استفاده از این سلاح در بازی راحتتر است. استفاده از نارنجک‌های دستی نیز در مواقع سنگرگیری یا هنگامی که چند نفر از دشمنان در جایی تجمع کرده‌اند، بسیار مؤثر است.

## داستان
نیتن دریک به همراه یک مستندساز به نام النا فیشر در آب‌های پاناما، به دنبال تابوت گمشدهٔ فرانسیس دریک، که چهارصد سال پیش درگذشته می‌گردد و آن را می‌یابد، اما تابوت خالی است و تنها دفترچهٔ خاطرات فرانسیس در آن قرار دارد که نیتن ادعا می‌کند نیای اوست. خالی بودن تابوت نظریهٔ نیتن را که فرانسیس در سال‌های پایانی عمرش مرگ خود را جعل کرده تا به دنبال آخرین شکار گنجش برود، تأیید می‌نماید. کمی بعد، نیت و النا مورد تهاجم دزدان دریایی که برای آن‌ها کمین کرده بودند، قرار می‌گیرند و در حین نبرد با آن‌ها کشتی‌شان را نابود می‌کنند و تنها می‌توانند پیش از انفجار آن خود را داخل اقیانوس بیندازند. آن‌ها توسط ویکتور سالیوان که با یک هواپیمای دریانشین دنبالشان آمده، نجات داده می‌شوند.
در اسکله نیتن برای سالی (ویکتور سالیوان) یافته‌هایش را شرح می‌دهد و می‌گوید که طبق دفترچه خاطرات فرانسیس، او پیش از مرگش در جستجوی ال‌دورادو، شهر طلایی گمشده، بوده‌است. سالی که می‌ترسد پخش مستند الی (النا فیشر) موجب شود برای یافتن گنج رقیب پیدا کنند، پیشنهاد می‌دهد که او را در همان‌جا رها کنند و نیتن نیز با دودلی می‌پذیرد.
آن‌ها با یکدیگر به جنگل‌های بارانی آمازون رفته و یک شهر باستانی آمریکای جنوبی را می‌یابند و می‌فهمند که ال‌دورادو در واقع نه یک شهر، بلکه یک مجسمهٔ طلایی عظیم بوده که سال‌ها پیش از بین رفته‌است. سالی که ناامید شده به نیتن می‌گوید که بدهی بزرگی دارد و بر روی یافتن این گنج حساب ویژه‌ای باز کرده‌است. با جستجوی بیشتر، نیتن و سالی یک قایق زیرآبی آلمانی را می‌یابند که در رود آمازون، رها گشته‌است. دریک به تنهایی برای بازرسی قایق وارد آن می‌شود و جسد یکی از خدمهٔ کشتی را می‌یابد که یک برگهٔ گمشده از دفترچه خاطرات فرانسیس دریک را در دست دارد و در آن نشان داده شده که مجسمهٔ طلایی به یکی از جزایر استوایی جنوبی برده شده‌است.
آن‌ها پیش از اینکه بتوانند آنجا را ترک کنند، با گابریل رومن، یک شکارچی گنج رقیب، که یک گروه مزدور به رهبری آتوق ناوارو را با خود همراه کرده، رو به رو می‌شوند. ناوارو همچنین معاون و باستان‌شناس رومن است که به منطقه اشراف کامل دارد. در اینجا مشخص می‌شود که بدهی سالی به رومن است و به او گفته که با ثروتی که از ال‌دورادو کسب می‌کند، بدهی خود را پرداخت می‌کند، اما رومن تصمیم گرفت که خودش اطلاعات سالی را دنبال کند و گنج را شخصاً بیابد. رومن نقشهٔ یافته شده را از نیتن می‌گیرد و تصمیم می‌گیرد به او شلیک کند، اما با دخالت سالی تصمیمش تغییر کرده و ابتدا به او شلیک می‌کند. تنها لحظاتی بعد قایق زیرآبی بر اثر اژدری که نیتن به شکلی تصادفی هنگام خارج شدن از قایق فعال کرده بود، منفجر می‌شود و نیتن فرصت می‌یابد تا از دست آن‌ها فرار کند. در میان این فرار نیتن با النا برخورد می‌کند که به خاطر رها کردنش در اسکله عصبانی است و مشتی محکم به صورت نیتن می‌زند، اما پس از آن‌که می‌فهمد سالی مرده، با او همراه می‌شود تا راهی برای فرار از جنگل‌های بارانی و مزدوران بیابد. آن‌ها از مهلکه می‌گریزند و سپس با هواپیمای دریانشین سالی راهی جزیرهٔ کشف‌نشده‌ای می‌شوند که معتقدند مجسمهٔ زرین در آن قرار دارد.
هواپیمای آن‌ها در نزدیکی جزیره مورد اصابت گلوله قرار گرفته و سقوط می‌کند. نیت و النا نیز که مجبور به فرود با چتر نجات می‌شوند، از یکدیگر جدا شده و نیت به تنهایی، در حالی که با دزدان دریایی‌ای که به قایقشان حمله کرده بود مبارزه می‌کرد، به دنبال لاشهٔ هواپیما می‌گردد. پس از آنکه نیتن تکهٔ نقشه را در لاشهٔ هواپیما می‌یابد، چتر نجات النا می‌بیند که از یک دژ آویزان است. در آنجا نیت توسط دزدان دریایی اسیر می‌شود و مشخص می‌شود که این دزدان توسط ادی راجا، هم‌قطار سابق نیت رهبری می‌شوند. ادی سعی می‌کند نیت را متقاعد کند که در ازای بخشیدن جانش او را به سمت گنج ببرد. کمی بعد، النا نیت را از زندان نجات می‌دهد و با یک جیپ سراسر را جزیره را می‌گریزند تا به یک شهر مغروق می‌رسند. در اینجا نیت تصمیم می‌گیرد دنبال کردن گنج را رها کند، زیرا در برابر دزدان دریایی شانس کمی برای خود قائل است. به همین دلیل تصمیم می‌گیرد تسلیم شده و به سمت قایق نجاتی که النا در یکی از فیلم‌هایش به او نشان داده بروند.
پس از آنکه با جت‌اسکی به میان شهر مغروق می‌روند و پس از دفع چند تن از دزدان دریایی، در یکی از خانه‌های شهر یک گزارشنامه می‌یابند که مجسمه ال‌دورادو به مناطقی داخلی جزیره منتقل شده‌است. در اینجا این دو از هم جدا می‌شوند. النا فیلمی ضبط می‌کند که نشان می‌دهد سالی زنده است و ظاهراً با ناوارو و رومن همکاری می‌کند و النا به این باور می‌رسد که او یک خائن است. وقتی فیلم را به نیت نشان می‌دهد، نیتن قانع نمی‌شود که سالی خائن است، اما تصمیم می‌گیرد چه برای نجات او و چه برای مقابله با او، او را بیابد. نیت و النا سوار بر یک جت‌اسکی دیگر به سمت شمال می‌روند و به یک خانقاه می‌رسند و با انبوهی از مزدوران ناوارو مبارزه می‌کنند. وقتی سالی را می‌یابند، او توضیح می‌دهد که دفترچهٔ خاطرات دریک که در جیبش بوده باعث شده گلوله به او آسیبی نرساند و پس از آن رومن را متقاعد کرده که می‌تواند کمکش نماید تا گنج را بیابد و از آن به بعد اطلاعات بی‌فایده را به آن‌ها داده تا برای خودش زمان بخرد.
آن سه نفر در زیر خانقاه شبکهٔ هزارتومانند تونل‌ها می‌یابند که پس از جستجو در آن‌ها نیت به جایی می‌رسد که می‌تواند مشاجرهٔ رومن، ناوارو و ادی را بشنود و در آنجا متوجه می‌شود که رومن، ادی را استخدام نموده تا نیت را دستگیر کند و امنیت جزیره را تأمین نماید و در ازایش از گنج ال‌دورادو سهمی ببرد. رومن توانایی‌های ادی و گروهش را زیر سؤال می‌برد و سخنان ادی را که می‌گوید چیزی نفرین‌شده در جزیره مردانش را به هلاکت می‌رساند، توهم می‌خواند و تصمیم می‌گیرد او و مردانش را خلع کند.
نیت و النا گذرگاهی را می‌یابند که آن‌ها را به یک سرداب بزرگ گنج می‌رساند. آن‌ها در آنجا جنازهٔ دریک را می‌یابند، با این فرض که او در حالی که جزیره را دنبال گنج می‌گشته، جان داده‌است. پیش از آنکه بتوانند راهشان را ادامه دهند، آن‌ها بار دیگر با ادی و مردانش رو به رو می‌شوند که از انسان‌های تغییرشکل داده با سرعت و قدرت بالا، می‌گریختند. این موجودات از اسپانیایی‌های کاشف به وجود آمده بودند. در مواجهه با آن‌ها دزدان دریایی با نیت هدف یکی کرده و سعی می‌کنند در برابر این موجودات مبارزه کنند، تا اینکه یکی از افراد ادی، پراکوسو، توسط یکی از آن‌ها داخل گودال کشیده می‌شود. کمی بعد ادی هم کشته شده و داخل گودال کشیده می‌شود. نیت و النا گریخته و خود را درون یک پناهگاه نازی‌ها می‌یابند. نیت برای آنکه جریان الکتریسیته را دوباره برقرار کند، به پایگاه می‌رود و در این راه با موجودات عجیب‌الخلقه رو به رو می‌شود. در این میان او یک ویدئو پروژکتور می‌یابد که با تماشای فیلم داخل آن می‌فهمد در طول جنگ جهانی دوم، آلمان‌های نازی به دنبال گنج به آنجا آمده بودند، اما به مانند اسپانیایی‌های جستجوگر پیش از خود دریافته بوده که مجسمه نفرین شده و انسان‌ها را به موجوداتی تغییرشکل‌یافته بدل می‌کند. سر فرانسیس دریک از این موضوع مطلع گشته بود و تصمیم گرفته بود پیش از آنکه نفرین فراگیر شود و خود او نیز به دست تغییرشکل‌یافته‌ها کشته شود، کشتی‌اش را نابود و شهر را غرق نماید.
نیت وقتی بازمی‌گردد می‌بیند که النا توسط رومن و ناوارو اسیر شده‌است. او بیرون خانقاه دوباره به سال می‌پیوندد و دربارهٔ نفرین و دستگیر شدن النا به او اطلاعات می‌دهد. در زیر خانقاه، نیت و سالی می‌بینند که رومن مجسمه را بسته‌بندی کرده تا با خود ببرد. ناوارو به رومن اصرار می‌کند که در مجسمه را باز کرده و جسد مومیایی ال‌دورادو را که در آن مدفون شده ببیند. رومن چنین می‌کند و با استنشاق مِهی که از جنازهٔ پوسیده شده برمی‌آید، تغییر شکل می‌دهد و ناوارو نیز با آمادگی کامل تیری به سر او شلیک می‌کند. در اینجا مشخص می‌شود که ناوارو به رومن خیانت کرده و با اطلاع از نفرین مجسمه می‌خواهد آن را به عنوان یک سلاح بیولوژیکی به فروش رساند. در حالی که مزدوران سعی می‌کنند موجودات تغییر شکل‌یافته را از مجسمه دور کنند، مجسمه با یک هلیکوپتر بلند شده تا از جزیره خارج شود. سالی سعی می‌کند نیت را در میان موجودات تغییرشکل‌یافته و مزدوران پوشش دهد و نیت نیز با یک پرش به تور دور مجسمه چنگ زده و در هوا معلق می‌شود تا اینکه هلیکوپتر به یک نفت‌کش در آن نزدیکی برود. همراهان ناوارا سعی می‌کنند به نیت که از مجسمه آویزان است شلیک کنند اما النا که همراه ناوارو سوار هلی‌کوپتر شده با یک لگد مزدور را از هلی‌کوپتر بیرون می‌اندازد و مزدور در حال سقوط به‌طور اتفاقی به خلبان شلیک می‌کند و این باعث می‌شود هلی‌کوپتر بر روی عرشهٔ کشتی سقوط کند. نیت راه خودش را با کشتن مزدوران به روی عرشه باز می‌کند و در نهایت با استفاده از مشت‌هایش با ناوارو مبارزه می‌کند و باعث می‌شود او از هوش برود. سپس النا مصدوم را از داخل هلی‌کوپتر معلق بر لبهٔ عرشه بیرون می‌کشد. در این موقع پشت سر نیت، ناوارو به هوش آمده و با تفنگ به سمت او نشانه رفته‌است. نیت نیز با یک ضربه به هلی‌کوپتر، آن را به داخل آب انداخته و با پیچیده شدن طنابی که از هلی‌کوپتر به مجسمه بسته شده به دور پای ناوارو، او همراه هلی‌کوپتر و مجسمه به اعماق اقیانوس سقوط می‌کند.
النا حلقهٔ فرانسیس دریک را که نیت نزد جنازهٔ فرانسیس جاگذاشته بود، به او پس می‌دهد و قصد می‌کنند که یکدیگر را ببوسند، اما در این هنگام سالی با یک قایق تیزرو آمده و اعلام می‌کند پس از کشتن چندین دزد دریایی جعبه‌های گنج آن‌ها را با خود آورده‌است. درون کشتی النا به نیت می‌گوید که چون او دوربینش را در جزیره از دست داده‌است، نیت همچنان یک داستان به او بدهکار است و سپس به سمت افق رهسپار می‌شوند.

## بازتاب‌ها
| گردآورنده  | امتیاز |
| ---------- | ------ |
| گیم‌رنکینگز | ۸۹٫۶۷  |
| متاکریتیک  | ۸۸/۱۰۰ |

| ناشر         | امتیاز  |
| ------------ | ------- |
| وان‌آپ.کام    | ۸٫۵/۱۰  |
| فامیتسو      | ۳۶/۴۰   |
| گیم اینفورمر | ۸٫۷۵/۱۰ |
| گیم‌پرو       | ۴٫۲۵/۵  |
| گیم‌اسپات     | ۸٫۰     |
| گیم‌اسپای     | ۴٫۵/۵   |
| آی‌جی‌ان       | ۹٫۱/۱۰  |
| ام! گیمز     | ۸۹/۱۰۰  |

بازی توانست نقدها و امتیازهای خوبی را از منتقدان دریافت کند. مجلهٔ گیم اینفورمر از جلوه‌های بصری بازی تعریف بسیاری کرد؛ همچنین دیالوگ‌های بین دو شخصیت ناتان و النا را بسیار خوب برشمرد و آن‌ها را بسیار زیبا و سرگرم‌کننده خواند.